# Université d'État de l'Arkansas
Pour les articles homonymes, voir ASU.
L'université d'État de l'Arkansas (en anglais : Arkansas State University, ASTATE, stAte ou tout simplement ASU) est une université américaine située à Jonesboro dans l'État de l'Arkansas.

## Anciens étudiants notables
- Earl Bell, athlète américain spécialiste du saut à la perche
- Rodger Bumpass, acteur américain
- Jeff Hartwig, athlète américain spécialiste du saut à la perche
- Thomas Hill, athlète américain spécialiste du 110 mètres haies
- Al Joyner, athlète américain spécialiste du triple saut
- Kellie Suttle, athlète américaine spécialiste du saut à la perche

## Galerie

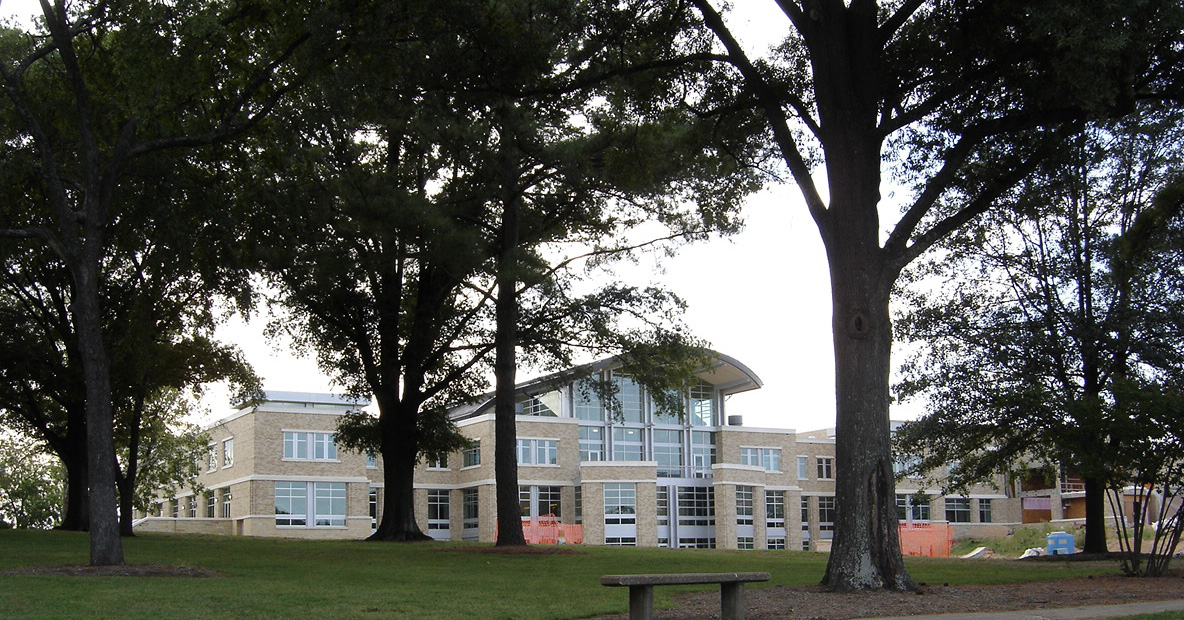
L'un des bâtiments de l'université d'État de l'Arkansas.
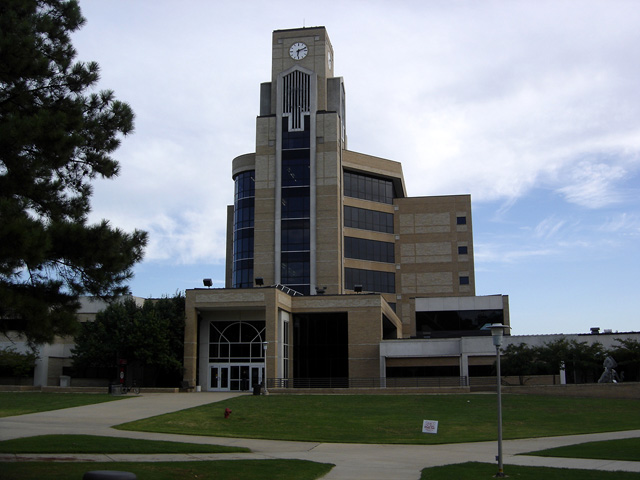
Bibliothèque de l'ASU (campus de Jonesboro).